# Rudolf Hasford
Rudolf Hasford (Hasfort) (ur. w 1808 roku w Białymstoku – zm. 21 maja 1842 w Liège) – oficer saperów w 4, Dywizji Piechoty w czasie powstania listopadowego.
Ukończył Korpus Kadetów w Kaliszu i Szkołę Aplikacyjną, podporucznik batalionu saperów od 20 sierpnia 1830 roku, członek sprzysiężenia podchorążych, uczestnik Nocy Listopadowej. 26 września 1831 otrzymał Krzyż Złoty Orderu Virtuti Militari (nr 3455). Przeszedł do Prus, przybył do Francji, przebywał w Avignionie i Lyonie, Bergerac, Saint-Sever, w 1833 roku został wydalony z Belgii.